# Roll20
Roll20 — веб-сайт, состоящий из набора инструментов для настольных ролевых игр, также называемых «виртуальными столами», которые можно использовать в качестве вспомогательных средств для личной или удалённой онлайн-игры. Сайт был запущен в 2012 году после успешной кампании на Kickstarter.

## История
Roll20 изначально задумывался как личный проект трех соседей по комнате в колледже, Райли Даттона, Нолана Джонса и Ричарда Зайаса, чтобы иметь возможность играть в «Dungeons & Dragons» после окончания школы и переезда в другие города. Поняв, что их личное приложение может помочь и другим, весной 2012 года они начали кампанию на Kickstarter с первоначальной целью в 5000 долларов; кампания смогла собрать почти 40 000 долларов. После короткого периода бета-тестирования, прошедшего по окончании кампании на Kickstarter, Roll20 стал доступен для публики в сентябре 2012 года.
В июле 2016 года Roll20 объявила, что приобрела лицензию у Wizards of the Coast на официальный материал Dungeons & Dragons. Вместе с объявлением они выпустили первый из трех официальных модулей для 5-го издания Dungeons & Dragons, The Lost Mine of Phandelver, на торговой площадке Roll20. За этим последовали Storm King’s Thunde в сентябре 2016 года и Volo’s Guide to Monster в октябре 2016 года.
Roll20 достиг 1 миллиона пользователей в июле 2015 года и 2 миллионов пользователей в январе 2017 года.

### Roll20CON
В июне 2016 года, Roll20 партнером The Cybersmile Foundation для проведения онлайн игровой конвенции, названный Roll20CON. Конвенция состояла из организованной серии онлайн-игр, размещенных на Roll20 и транслировалась на Twitch вместе с другими событиями.

### Споры на Reddit
В сентябре 2018 года, один из соучредителей Roll20, Нолан Т. Джонс, выступая в качестве главного модератора Reddit subreddit Roll20, заблокировал Reddit пользователя ApostleO, перепутав его учётную запись с другой, на которую Нолан накладывал предварительную блокировку ранее, После неудачной попытки получить разъяснения и отменить запрет, ApostleO удалил свою учётную запись Roll20 и опубликовал в Reddit статью о том, что он воспринял это как враждебное отношение к клиентам. Многие пользователи подвергли критике запрет, ответ Джонса и назначение сотрудников Roll20 в качестве модераторов subreddit. Roll20 выпустил заявление, извиняясь за инцидент, успокоив subreddit сообщество.

## Особенности
Roll20 — это набор браузерных инструментов, который позволяет пользователям создавать настольные ролевые игры и играть в них. Он организован в виде отдельных игровых сессий, которые пользователи могут создавать или присоединяться. Эти игровые сессии включают в себя различные функции типичных настольных РПГ, в том числе динамические листы персонажей, автоматическое бросание костей, общие карты с жетонами основных персонажей и врагов и запускаемые звуковые эффекты. Интерфейс также включает в себя встроенный текстовый чат, голосовой чат и видеочат, а также интеграцию с Google Hangouts. Roll20 также содержит отдельный рынок, где продаются наборы изображений и готовые игровые модули, такие как официальные модули D&D, и справочный сборник для нескольких игровых систем. В дополнение к бесплатному контенту, Roll20 также имеет дополнительные функции, распространяемые по подписке, в том числе динамическое освещение и туман войны для карт.
Помимо основной браузерной версии Roll20, существуют версии для iPad и Android. Эти мобильные версии более ориентированы на взаимодействие с игроком и содержат меньше функций, чем полноценный сайт.
Помимо различных выпусков Dungeons & Dragons, Roll20 также поддерживает другие настольные системы, включая Pathfinder, Shadowrun, Gamma World, Traveler и многие другие игровые системы.